# Iogurte de soja
Iogurte de soja, fusão do iogurte e tofu (queijo de soja), é o iogurte preparado com o leite de soja.

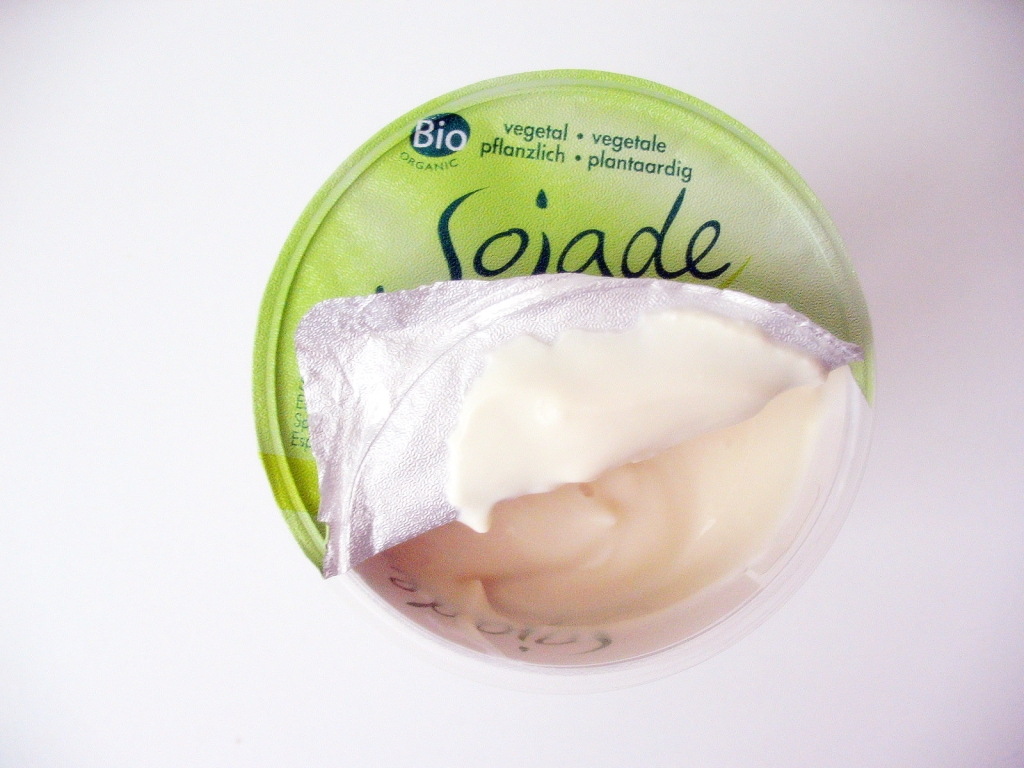
Iogurte de soja tem a aparência de um iogurte cremoso comum

## Ingredientes
Iogurte de soja é produzido a partir do leite de soja, junto à bactéria do iogurte (Lactobacillus delbrueckii subsp. bulgaricus e Streptococcus salivarius subsp. thermophilus), em algumas fabricações são adicionados ingredientes para saborização e para fim de adoçar o produto final, como açúcares, frutose ou glicose.

### Sem lactose
Esse iogurte é adequado ao veganismo e vegetarianismo, para pessoas com fenilcetonúria ou outras doenças graves nas quais por orientação médica optam por uma alimentação saudável utilizando de produtos oriundos da soja, também é uma alternativa aos que possuem intolerância à lactose ou alergia ao leite de vaca.
Através de estudos sobre a soja, contou-se que a leguminosa, que é a base do iogurte de soja, traz muitos benefícios, como o auxílio ao tratamento de doenças cardiovasculares, osteoporose, sintomas da menopausa, câncer e é fonte de proteína.

## Preparo
O iogurte de soja pode ser preparado em casa da mesma forma que um iogurte com lactose. Utiliza-se de uma a três colheres de açúcar para cada litro de leite de soja sem açúcar, o açúcar acrescentado ao leite potencializa a fermentação, adiciona-se também um sachê de fermento para iogurte.

## Comparação
Geralmente os iogurtes de soja caseiros tendem a ter um gosto sutil de soja, pois é feito a partir do leite de soja fresco, porém os iogurtes se soja industrializados e comercializados em mercados, lanchonetes e padarias, têm o gosto de soja praticamente imperceptível.
Iogurte de soja contém menos gordura do que os iogurtes feitos totalmente com a base sendo o leite com lactose. Isso é aproximadamente 2,7 % (a mesma porcentagem do leite de soja), contra 3,5% do iogurte com lactose. De qualquer forma o iogurte com lactose pode ser feito de leites com 2% ou 1% de gordura ou até os leites desnatados e o iogurte de soja pode ser feito com leite de soja semi-desnatado.